# Смоллс, Джоан
Джоан Смоллс Родригес (исп. Joan Rodriguez Smalls; род. 11 июля 1988) — пуэрто-риканская топ-модель.

## Жизнь и карьера
Родилась в небогатой семье в Пуэрто-Рико, с детства мечтала стать моделью. После окончания школы переезжает в Нью-Йорк, где в 2007 году на неё обращает внимание агентство Elite Model Management. Джоан подписывает контракт, но спросом не пользуется, позируя для различных каталогов одежды. В 2009 году меняет агентство и заключает контракт с IMG Models, что оказывает огромное влияние на её карьеру. В 2009 году модель участвует в показе дома Givenchy, после которого обретает мировую популярность.
В различное время принимала участие в показах: Alberta Ferretti, Alexander Wang, Altuzarra, Anna Sui, Anthony Vaccarello, Balmain, Bill Blass, Blumarine, Carolina Herrera, Chanel, Christian Dior, Derek Lam, Diane von Furstenburg, Dolce & Gabbana, Donna Karan, Emilio Pucci, Ermanno Scervino, Etro, Fendi, Gareth Pugh, Giambattista Valli, Givenchy, Gucci, Hakaan, Isabel Marant, Jason Wu, Jean Paul Gaultier, Kanye West, Marc Jacobs, Max Mara, No. 21, Oscar de la Renta, Prabal Gurung, Proenza Schouler, Rag & Bone, Ralph Lauren, Rue Du Mail, Salvatore Ferragamo, Stella McCartney, Tommy Hilfiger, Tory Burch, Vera Wang, Victoria Beckham, Viktor & Rolf и другие.
В 2011, 2012, 2013, 2014, 2015 и 2016 годах участвовала в показах компании «Victoria’s Secret».
Входит в число супермоделей в рейтинге models.com